# 마이키 데이

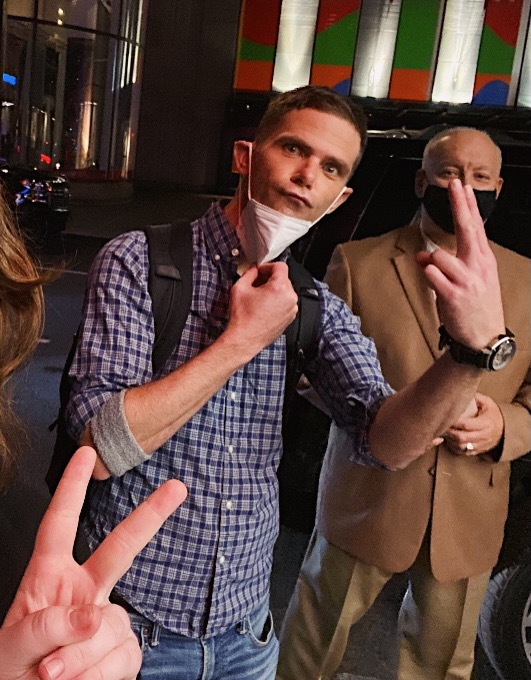

마이키 데이(Mikey Day, 1980년 3월 20일 ~ )는 미국의 배우, 텔레비전 배우, 성우이다.
오렌지군에서 태어났다.

## 방송
- 캐스앤킴

## 영화
- 리틀 (2019년)
- 마야 & 마티 (2016년)
- 브라더 네이처 (2016년)
- 매드 (2010년)
- 케스 앤 킴 (2008년)
- 캣 윌리엄스: 아메리칸 허슬 (2007년) - 파워 에이전트 역
- 바 스타즈 (2007년)